# 591
591 (DXCI) je bilo navadno leto, ki se je po julijanskem koledarju začelo na ponedeljek.

## Dogodki
- 1. januar

## Smrti
- Bahram Čobin, slavni general in veliki kralj (šah) sasanidskega Perzijskega cesarstva (uzurpator), vladal kot Bahram VI. leta 590-591